# Watch Over Me
Watch Over Me è un serial televisivo statunitense di 66 puntate, prodotto dal 2006 al 2007.
Ideato da Gustavo Belatti e Mario Segade, è un adattamento della serie argentina Resistiré. Da Watch Over Me stessa è stata tratta un'altra serie, la messicana Amar sin limites, con protagonisti René Strickler, Karyme Lozano e Valentino Lanús. Negli Stati Uniti d'America ha debuttato sul canale MyNetworkTV il 6 dicembre 2006, mentre in Italia è andato in onda su Rai 4 dal 2 maggio al 28 luglio 2011.

## Trama
Julia Rivera è una studentessa di psicologia fidanzata con Michael Krieger, un uomo ricco, potente e senza scrupoli. A sua insaputa, l'attività di Michael è strettamente collegata al bioterrorismo e ciò l'ha portato ad avere molti nemici: per questo motivo, l'uomo assume Jack Porter, un ex-soldato delle Forze speciali, come guardia del corpo della fidanzata e della figlia Caroline. Con il proseguire della storia, Julia intreccia una relazione clandestina con Jack, mentre quest'ultimo svolge delle indagini segrete su Michael, con lo scopo di trovare le prove che possano farlo arrestare.
Sullo sfondo si svolgono le vicende degli altri personaggi: Andre e Leandra, bracci destri di Michael, lo aiutano a portare a termine i suoi scopi; Alfred, padre di Julia, viene assunto da Michael per trovare l'antidoto ad un virus letale, mentre la dottoressa Baden riceve l'ordine di sorvegliarlo; Ryan, fratello omosessuale di Julia, è attratto da Andre; Caroline, figlia di Michael, è tormentata da incubi sull'incidente automobilistico in cui è morta la madre e a cui lei è scampata per miracolo; Natalie cerca di fare luce su quello stesso incidente, nel quale ha perso la vita anche suo figlio; Caitlin, sorella di Jack, e il suo ragazzo, Steve, cercano di ricattare Michael.

## Personaggi e interpreti
- Julia Rivera, interpretata da Dayanara Torres
- Jack Porter, interpretato da Todd Cahoon
- Michael Krieger, interpretato da Marc Menard
- Andre Forester, interpretato da Casper Van Dien
- Leandra Thames, interpretata da Catherine Oxenberg
- Natalie Weller, interpretata da Roxana Zal
- Sasha Hansu, interpretata da Catalina Rodriguez
- Eric Simpson, interpretato da Dan Wells
- Ryan Rivera, interpretato da Omar Avila
- Dr. Alfred Rivera, interpretato da Tony Castillo
- Caitlin Porter, interpretata da Jaimie Alexander
- Pete Weber, interpretato da Jon Prescott
- Caroline Krieger, interpretata da Caitlin McCarthy
- Dr. Christine Baden, interpretata da Alexandra Wescourt
- Steve Hughes, interpretato da Bailey Chase
- Mabel, interpretata da Lisa Ann Walter
- Isaac, interpretato da Greg Watanabe
- Melanie, interpretata da Lanisha Diane Cole

## Puntate
| nº | Titolo originale        | Titolo italiano           | Prima TV USA     | Prima TV Italia |
| -- | ----------------------- | ------------------------- | ---------------- | --------------- |
| 1  | Pilot                   | Un incontro casuale       | 6 dicembre 2006  | 2 maggio 2011   |
| 2  | Pulling Strings         | Manovrare nell'ombra      | 7 dicembre 2006  | 3 maggio 2011   |
| 3  | The Hard Sell           | L'ostinazione di Michael  | 8 dicembre 2006  | 4 maggio 2011   |
| 4  | The Engagement          | Il fidanzamento           | 11 dicembre 2006 | 5 maggio 2011   |
| 5  | Goodbye                 | Addio                     | 12 dicembre 2006 | 6 maggio 2011   |
| 6  | The Trip                | Il viaggio                | 13 dicembre 2006 | 9 maggio 2011   |
| 7  | Coupling                | La giovane coppia         | 14 dicembre 2006 | 10 maggio 2011  |
| 8  | Hidden Agendas          | Secondi fini              | 15 dicembre 2006 | 11 maggio 2011  |
| 9  | Appearances             | Apparenze                 | 18 dicembre 2006 | 12 maggio 2011  |
| 10 | The Standoff            | Punto morto               | 19 dicembre 2006 | 13 maggio 2011  |
| 11 | Love Sick               | Malato d'amore            | 20 dicembre 2006 | 16 maggio 2011  |
| 12 | The House Guest         | L'ospite                  | 21 dicembre 2006 | 17 maggio 2011  |
| 13 | Taken Away              | Rapito                    | 22 dicembre 2006 | 18 maggio 2011  |
| 14 | Chemical Reactions      | Reazioni chimiche         | 26 dicembre 2006 | 19 maggio 2011  |
| 15 | Progress                | Progressi                 | 27 dicembre 2006 | 20 maggio 2011  |
| 16 | The Handoff             | La consegna               | 28 dicembre 2006 | 23 maggio 2011  |
| 17 | The Trap of Truth       | La trappola della verità  | 29 dicembre 2006 | 24 maggio 2011  |
| 18 | Spiders and Flies       | Ragni e mosche            | 1º gennaio 2007  | 25 maggio 2011  |
| 19 | Apologies               | Le scuse                  | 2 gennaio 2007   | 26 maggio 2011  |
| 20 | The Blue Flower         | Il fiore azzurro          | 3 gennaio 2007   | 27 maggio 2011  |
| 21 | The Lure of the Past    | Le tentazioni del passato | 3 gennaio 2007   | 30 maggio 2011  |
| 22 | Truth or Consequences   | Verità o penitenza        | 4 gennaio 2007   | 31 maggio 2011  |
| 23 | Petals                  | Petali                    | 5 gennaio 2007   | 1º giugno 2011  |
| 24 | Just a Few Questions    | Solo alcune domande       | 6 gennaio 2007   | 2 giugno 2011   |
| 25 | Game Time               | Mettersi al lavoro        | 9 gennaio 2007   | 3 giugno 2011   |
| 26 | Payback Time            | L'ora del riscatto        | 10 gennaio 2007  | 6 giugno 2011   |
| 27 | Snoops                  | Ficcanaso                 | 11 gennaio 2007  | 7 giugno 2011   |
| 28 | Little Ninjas           | Tecniche di autodifesa    | 6 gennaio 2007   | 8 giugno 2011   |
| 29 | Secrets & Teddy Bears   | Segreti                   | 15 gennaio 2007  | 9 giugno 2011   |
| 30 | Connect the Dots        | Unire i punti             | 17 gennaio 2007  | 10 giugno 2011  |
| 31 | To the Graves           | Fino alla tomba           | 18 gennaio 2007  | 13 giugno 2011  |
| 32 | Scars                   | Cicatrici                 | 19 gennaio 2007  | 14 giugno 2011  |
| 33 | Rules of Engagement     | Le regole dell'amore      | 22 gennaio 2007  | 15 giugno 2011  |
| 34 | Forever Hold Your Peace | Tacere per sempre         | 23 gennaio 2007  | 16 giugno 2011  |
| 35 | Corpse Bride            | La sposa cadavere         | 24 gennaio 2007  | 17 giugno 2011  |
| 36 | The Aftermath           | Conseguenze               | 25 gennaio 2007  | 20 giugno 2011  |
| 37 | The Clandestine Sunday  | In cerca di guai          | 17 gennaio 2007  | 21 giugno 2011  |
| 38 | The One You Love        | Colei che ami             | 29 gennaio 2007  | 22 giugno 2011  |
| 39 | Bombshell               | La bomba                  | 30 gennaio 2007  | 23 giugno 2011  |
| 40 | Hide and Seek           | Nascondino                | 31 gennaio 2007  | 24 giugno 2011  |
| 41 | Invitation              | Inviti                    | 1º febbraio 2007 | 27 giugno 2011  |
| 42 | Into The Darkness       | non disponibile           | 30 gennaio 2007  | non trasmesso   |
| 43 | Secret and Lies         | Giocare col fuoco         | 24 gennaio 2007  | 28 giugno 2011  |
| 44 | Three Lovers, One Gun   | Tre amanti, una pistola   | 5 febbraio 2007  | 29 giugno 2011  |
| 45 | Bun In My Soup          | Qualcuno in ascolto       | 26 gennaio 2007  | 30 giugno 2011  |
| 46 | Death Ruttle            | Rantoli di morte          | 7 febbraio 2007  | 1º luglio 2011  |
| 47 | In Business             | Affari                    | 8 febbraio 2007  | 4 luglio 2011   |
| 48 | Attack of the Clowns    | L'attacco dei clown       | 9 febbraio 2007  | 5 luglio 2011   |
| 49 | Who Was That Clown?     | Maschere                  | 31 gennaio 2007  | 6 luglio 2011   |
| 50 | Good Soldier            | Bravo soldato             | 13 febbraio 2007 | 7 luglio 2011   |
| 51 | The Lying Rose          | La rosa bugiarda          | 14 febbraio 2007 | 8 luglio 2011   |
| 52 | Punch And Julia         | Il pugno                  | 15 febbraio 2007 | 11 luglio 2011  |
| 53 | For Pete's Sake         | Pete                      | 16 febbraio 2007 | 12 luglio 2011  |
| 54 | Letting Go              | non disponibile           | 7 febbraio 2007  | non trasmesso   |
| 55 | Sleep in Safety         | Sonni tranquilli          | 19 febbraio 2007 | 13 luglio 2011  |
| 56 | Save the Date           | Segnati la data           | 20 febbraio 2007 | 14 luglio 2011  |
| 57 | Bad Eggs                | Uova marce                | 21 febbraio 2007 | 15 luglio 2011  |
| 58 | Love Taps               | Colpi d'amore             | 22 febbraio 2007 | 18 luglio 2011  |
| 59 | In Dreams               | Nei sogni                 | 23 febbraio 2007 | 19 luglio 2011  |
| 60 | The Best Laid Plans     | Il piano perfetto         | 26 febbraio 2007 | 20 luglio 2011  |
| 61 | Card On the Table       | Scoprire le carte         | 27 febbraio 2007 | 21 luglio 2011  |
| 62 | Placebo                 | Effetto placebo           | 28 febbraio 2007 | 22 luglio 2011  |
| 63 | Wilted Soul             | Anima sfiorita            | 1º marzo 2007    | 25 luglio 2011  |
| 64 | Degeneration            | Degenerazione             | 2 marzo 2007     | 26 luglio 2011  |
| 65 | The Dark Recesses       | I lati oscuri             | 3 marzo 2007     | 27 luglio 2011  |
| 66 | Gorgon's Head           | La testa della Gorgone    | 6 marzo 2007     | 28 luglio 2011  |